# 前園文夫
前園 文夫（まえぞの ふみお）は、日本のアニメーション演出家。

## 略歴・人物
シンエイ動画で制作進行と演出助手を担当、一時期はディズニージャパンに所属し、現在はフリー。

## 参加作品

### テレビアニメ
1980年
- 怪物くん（1980年 - 1981年、絵コンテ）

1982年
- フクちゃん（1982年 - 1984年、制作デスク）

1984年
- オヨネコぶーにゃん（1984年 - 1985年、絵コンテ・演出、演出助手）

1985年
- オバケのQ太郎（1985年 - 1987年、絵コンテ・演出）
- ドラえもん（1985年 - 1986年、絵コンテ）
- ハイスクール!奇面組（1985年 - 1986年、絵コンテ・演出）

1986年
- ドリモグだァ!!（1986年 - 1987年、絵コンテ・演出）
- ロボタン（演出）

1987年
- ついでにとんちんかん（1987年 - 1988年、絵コンテ・演出）

1988年
- キテレツ大百科（絵コンテ・演出）

1991年
- それいけ!アンパンマン（1991年 - 、絵コンテ・演出）

2000年
- ビックリマン2000（絵コンテ）

2002年
- 天使な小生意気（絵コンテ）

2003年
- アストロボーイ・鉄腕アトム（絵コンテ・演出）
- ポポロクロイス物語（演出）

2004年
- スーパー・ロボット・モンキー・チーム・ハイパーフォース GO!（2004年 - 2006年、日本側ディレクター・絵コンテ・演出）

2005年
- ギャラリーフェイク（絵コンテ）

2006年
- いぬかみっ!（絵コンテ）
- 史上最強の弟子ケンイチ（2006年 - 2007年、絵コンテ・演出）
- 名探偵コナン（絵コンテ・演出）

2008年
- ゴルゴ13（2008年 - 2009年、絵コンテ・演出）

2010年
- はなかっぱ（2010年 - 、絵コンテ・演出）
- 最強武将伝 三国演義（絵コンテ）
- スティッチ! 〜ずっと最高のトモダチ〜（2010年 - 2011年、絵コンテ）

2011年
- ファイ・ブレイン 神のパズル（2011年 - 2012年、演出）
- ちはやふる（2011年 - 2012年、演出）

2012年
- 銀河へキックオフ!!（絵コンテ・演出）
- AKB0048（原画）
- トータル・イクリプス（演出）
- 宇宙兄弟（2012年 - 2013年、演出）
- クロスファイト ビーダマンeS（2012年 - 2013年、絵コンテ・演出）

2013年
- フォトカノ（演出）
- 絶対防衛レヴィアタン（演出）
- ダイヤのA（2013年 - 2014年、絵コンテ）

2014年
- フューチャーカード バディファイト（絵コンテ）
- ポケットモンスター XY（演出・原画）
- ヒーローバンク（演出）
- M3〜ソノ黒キ鋼〜（演出）
- キャプテン・アース（演出）
- DRAMAtical Murder（演出）
- デュエル・マスターズ VS（2014年 - 2015年、絵コンテ・演出）
- 遊☆戯☆王ARC-V（2014年 - 2017年、演出・原画）
- GO-GO たまごっち!（2014年 - 2015年、絵コンテ・演出）

2015年
- デュラララ!!×2 承（演出）
- デュエル・マスターズ VSR（2015年 - 2016年、演出）
- 電波教師（演出）
- アルスラーン戦記（演出）
- ヤング ブラック・ジャック（演出）

2016年
- 新あたしンち（絵コンテ・演出）
- 少女たちは荒野を目指す（演出・原画）
- 暗殺教室（演出）
- コンクリート・レボルティオ〜超人幻想〜THE LAST SONG（演出）
- ハンドレッド（演出）
- エンドライド（演出）
- D.Gray-man HALLOW（演出）
- サザエさん（2016年 - 、演出）
- カードファイト!! ヴァンガードG NEXT（絵コンテ）
- 私がモテてどうすんだ（演出）
- モンスターハンター ストーリーズ RIDE ON（絵コンテ）
- ろんぐらいだぁす!（演出）
- ブレイブウィッチーズ（演出）

2017年
- だがしかし2（演出）
- タイムボカン24（演出）
- TRICKSTER -江戸川乱歩「少年探偵団」より-（演出）
- 鬼平（演出）
- アトム ザ・ビギニング（絵コンテ・演出）
- 境界のRINNE（第3期、演出）
- ナナマル サンバツ（演出）
- DIVE!!（演出）
- Just Because!（絵コンテ）
- 戦刻ナイトブラッド（演出）

2018年
- カードファイト!! ヴァンガードG Z（演出）
- 美男高校地球防衛部HAPPY KISS!（演出）
- グラゼニ（演出）
- 狐狸之声（演出）

2019年
- 五等分の花嫁（演出）
- バミューダトライアングル 〜カラフル・パストラーレ〜（演出）
- ピアノの森（演出）
- BAKUMATSUクライシス（演出）
- ぼくたちは勉強ができない!（演出）

2020年
- 七つの大罪 神々の逆鱗（演出）
- アサティール 未来の昔ばなし（絵コンテ〈未来パート〉・演出〈昔ばなしパート〉）
- ハクション大魔王2020（絵コンテ・演出）
- 安達としまむら（演出）

2021年
- 究極進化したフルダイブRPGが現実よりもクソゲーだったら（絵コンテ・演出）
- セブンナイツ レボリューション -英雄の継承者-（演出）
- MARS RED（演出）
- カノジョも彼女（演出）
- MUTEKING THE Dancing HERO（演出）
- SHAMAN KING（演出）
- ミュークルドリーミー みっくす!（演出）
- ぐんまちゃん（演出）
- 進化の実〜知らないうちに勝ち組人生〜（演出）
- 忍たま乱太郎（2021年 - 、演出）

2022年
- ルパン三世 PART6（演出）
- 魔法使い黎明期（演出）
- 彼女、お借りします（第2期、演出）
- VAZZROCK THE ANIMATION（演出）
- 農民関連のスキルばっか上げてたら何故か強くなった。（演出）

2023年
- メガトン級ムサシ（演出）
- 英雄王、武を極めるため転生す 〜そして、世界最強の見習い騎士♀〜（演出）
- 勇者が死んだ!（演出）
- 事情を知らない転校生がグイグイくる。（演出）
- マイホームヒーロー（演出）
- デッドマウント・デスプレイ（演出）
- 16bitセンセーション ANOTHER LAYER（演出）
- ダークギャザリング（演出）
- アンダーニンジャ（演出）

2024年
- うる星やつら（2022年版）（演出）
- SHAMAN KING FLOWERS（演出）
- 変人のサラダボウル（演出）
- ザ・ファブル（演出）
- 先輩はおとこのこ（演出）
- 合コンに行ったら女がいなかった話（演出）
- 妖怪学校の先生はじめました!（演出）
- 結婚するって、本当ですか（演出）
- 歴史に残る悪女になるぞ（演出）

2025年
- いずれ最強の錬金術師?（演出）
- 没落予定の貴族だけど、暇だったから魔法を極めてみた（演出）
- 青のミブロ（演出）
- ある魔女が死ぬまで（演出）
- 白豚貴族ですが前世の記憶が生えたのでひよこな弟育てます（演出）
- 異世界黙示録マイノグーラ〜破滅の文明で始める世界征服〜（演出）

### 劇場アニメ
- 老夫子之小水虎伝奇（中国語版）（2011年、監督（福冨博と共同））※香港で上映

### Webアニメ
2024年
- Duel Masters LOST ～追憶の水晶～（演出）